# 青木和田尉盛勝
青木 和田尉 盛勝（あおき わだのじょう もりかつ）は、後醍醐天皇に近侍した公卿千種忠顕の子で、千種忠顕が延元元年/建武3年6月7日（1336年7月15日）白川口の合戦で戦死した後、三河の国の玉川村和田に落ち、青木和田尉盛勝と名乗り、長慶天皇とその皇子松良親王に近侍し、長慶天皇崩御後、長慶天皇の御尊毛を王田淵の王田天神に納めて祀り、御尊体を五井一本木萬福寺に納めた。青木和田尉盛勝は一子「青木平馬」によって五井青木神社に祀られたと「青木文献」に記されている。
青木和田尉盛勝が後醍醐天皇から三河の国を賜り、細井両将を連れて三河国の守護になったことは京都市山科区日ノ岡町の日向大神宮古文書にも記録されている。
三河の国の玉川村和田とは、愛知県豊橋市石巻町和田辻や豊橋市立玉川小学校のある愛知県豊橋市石巻町和田地区のことで、愛知県豊橋市石巻本町嵯峨にある春興院の付近に青木和田尉盛勝の拠点「和田城」が有ったと伝承されている。
また、愛知県西尾市吉良町上横須賀字青木の「青木城跡」の伝承では、青木和田尉盛勝は、青木城（西尾市）の8代城主で、1379年（天授5年）7月、西条城主吉良俊氏の来襲で城を焼かれ、翌1380年（天授6年）1月6日、三河落合城の合戦で討死し、御油の青木神社に祀られたとでている。
三河吉野朝の事績を記録した古文書「青木文献（千種文献）」は、青木和田尉盛勝の子「青木平馬」が応永30年（1423年）と同31年（1424年）に書き残した3通の覚え書の事。